# Aleksandr Smysjljajev

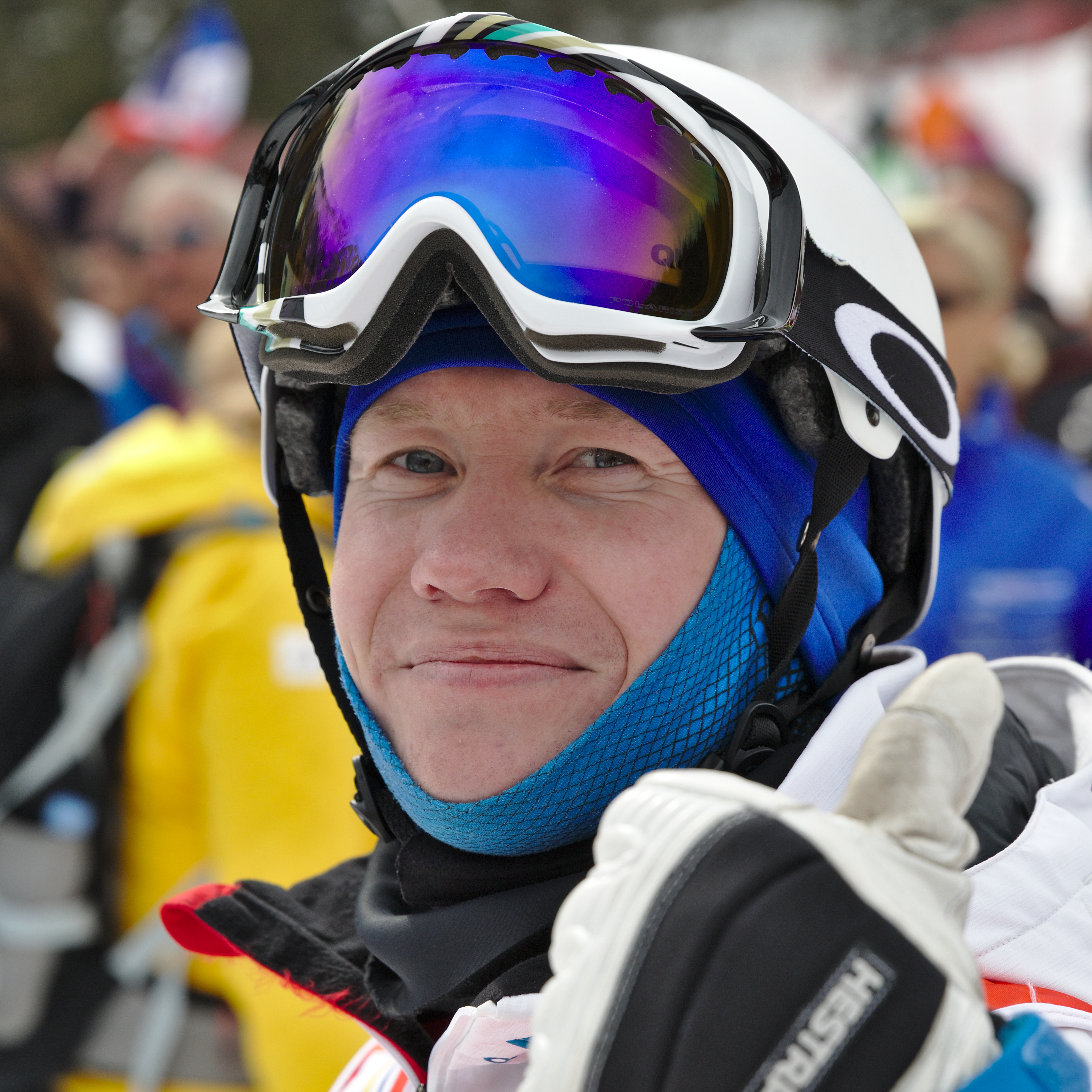
Aleksandr Smysjljajev, 2015

Aleksandr Smysjljajev, född den 3 mars 1987 i Lysva, Ryska SFSR, Sovjetunionen är en rysk freestyleåkare.
Han tog OS-brons i herrarnas puckelpist i samband med de olympiska freestyletävlingarna 2014 i Sotji.
I februari 2014 erhöll han Fäderneslandets förtjänstordens medalj av andra klassen.